# Zone (Lombardei)

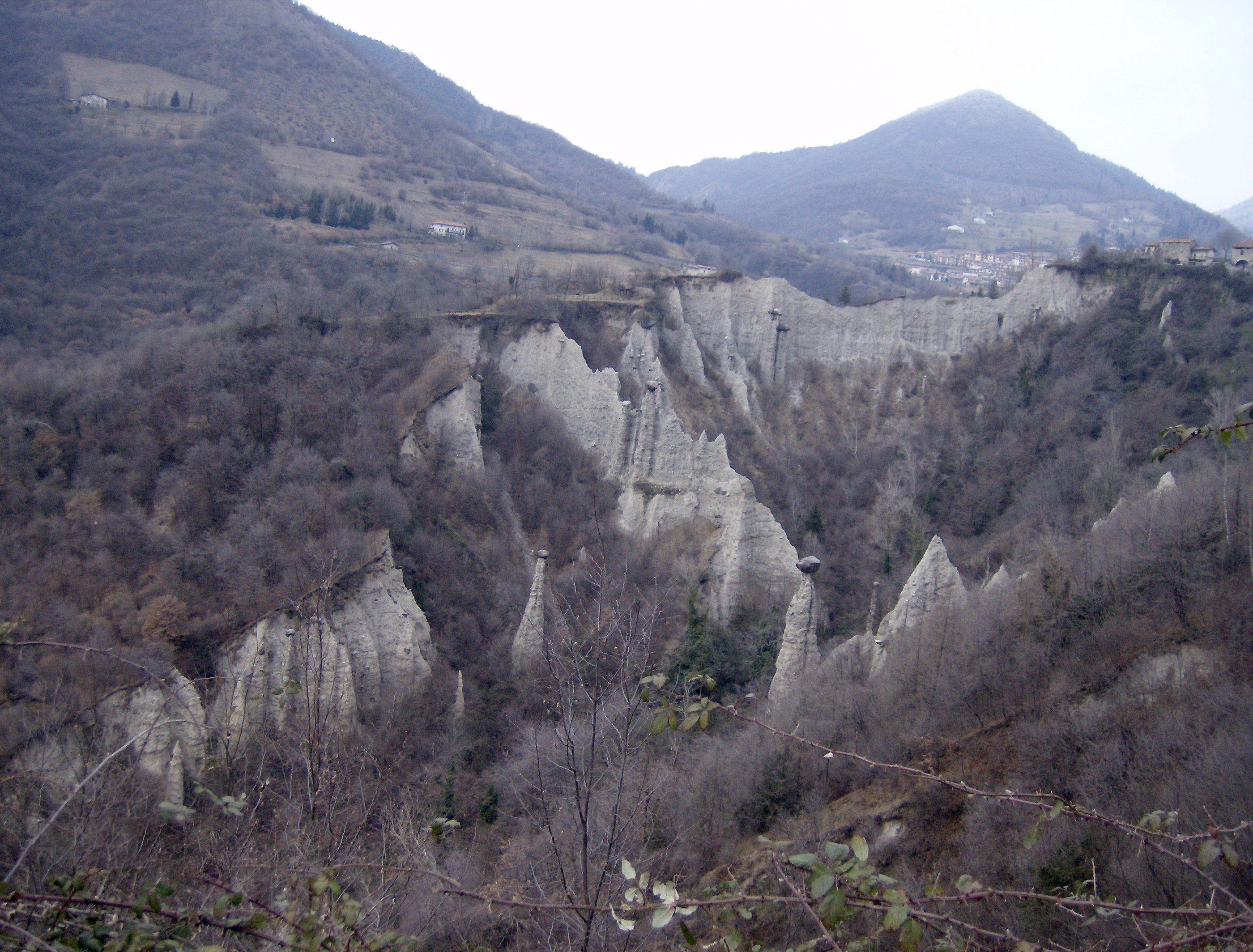
Die Pyramiden von Zone

Zone ist eine norditalienische Gemeinde (comune) mit 1025 Einwohnern (Stand 31. Dezember 2023) in der Provinz Brescia in der Lombardei.

## Geografie
Die Gemeinde liegt etwa 26,5 Kilometer nordnordwestlich von Brescia. Nahe der Ortschaft befinden sich Erdpyramiden. Etwa drei Kilometer westlich liegt das Ostufer des Iseosees.

## Kirchen
- San Giovanni Battista, Kirche im Ortskern (16. Jahrhundert)
- Santi Ippolito e Cassiano, Kirche in Remignano (15. Jahrhundert)
- San Giorgio, Kirche in Cislano (12. Jahrhundert)

## Persönlichkeiten
- Giuseppe Almici (1904–1985), Bischof von Alessandria.

## Verkehr
In der Nachbargemeinde Marone befindet sich der Bahnhof Marone-Zone an der Bahnstrecke Brescia–Iseo–Edolo.